# 아라키 사다오
아라키 사다오(일본어: 荒木 貞夫, 1877년 5월 26일 ~ 1966년 11월 2일)는 일본 제국의 군인으로, 일본 제국 육군의 장군이었으며, 이후 극우 민족주의 정치 이론가로 활동했다. 그는 일본 정치군인들 중에 가장 급진적 분파의 지도자로 여겨졌다.

## 초기 이력
아라키 사다오는 가나가와현 다마군(多摩郡, 지금의 도쿄도 고마에시) 출신으로 히토쓰바시가의 가신이었던 소학교 교장 아라키 사다노스케(荒木貞之助)의 장남으로 태어났다. 아라키가 태어난 날은 유신삼걸 기도 다카요시의 사망일과 같다. 니혼 중학을 중퇴하였고 1897년 육군사관학교를 9기로 졸업하였다. 이어 1907년에는 육군대학교를 수석으로 졸업하였다.
제1차 세계대전에는 같은 연합군의 일원인 러시아 제국에서 종군했고, 이후 시베리아 전쟁에는 특무장교로 참전하였다. 전후 헌병사령관을 역임했다.

## 황도파의 수장
1929년 쇼와 천황 즉위 초기의 육군지휘부는 "청년장교를 선동할 우려가 있다"는 이유로 제1사단장이었던 마사키 진자부로를 타이완군 사령관으로 전근시켰고, 이때 아라키도 함께 좌천시키려고 했다. 그러나 교육총감인 무토 노부요시가 아라키의 구명운동에 나서 아라키는 제6사단장에서 교육총감 본부장으로 영전해 도쿄에 남았다. 무토는 황도파의 옹호자로서 통제파였던 우가키 가즈시게의 독주를 싫어했기 때문에 아라키를 옹호한 것이다.
헌병사령관 재임시 기타 잇키를 비롯한 극우 인물들과 교류를 시작했고, 1931년 10월 사건 당시에 하시모토 긴고로로부터 수상 후보로 거론되었으나, 스스로도 별로 내켜하지 않아 수락하지 않았다.
이해 12월, 아라키는 교육총감본부장에서 이누카이 내각의 육군대신으로 발탁되었다. 참모총장에는 황족인 간인노미야 고토히토 친왕을 원수로 임명하여 허수아비화 하려했고, 실세 참모차장으로서 대만으로 좌천되었던 마사키를 임명하여 불러들였다. 아라키는 자신의 패거리를 요직으로 앉히고 과격한 청년장교들을 도쿄의 제1사단에 불러들였다. 이후, 아라키와 마사키를 황도파라고 부르고, 이들에 반대했던 세력을 통제파라고 부르게 되었다.
그러나 자신을 따르는 과격청년 장교들을 자중시키려던 아라키는 이들에게 인망을 잃고 지지기반을 상실, 사면초가에 빠지게 되었다. 그리하여 아라키는 과격청년장교들에 대한 통제력을 상실했음은 물론, 육군내의 다른 파벌인 통제파에게도 견제를 받았다. 1934년 1월, 결국 아라키는 병을 이유로 육군상을 사임하였다. 자신의 후임으로 아라키는 자신의 파벌인 마사키를 희망하였으나, 참모총장이었던 간인노미야의 반대로 좌절되었다.
1936년 2.26 사건이 일어나자, 황도파의 수장으로서 과격청년장교들과 공범이라는 혐의를 받을까봐 군의 주요인사중에서 제일 먼저 쿠데타군에게 원대복귀를 강권하였다. 그러나 아라키는 이 사건이후 벌어진 황도파 숙군작업에서 제일 먼저 예편처분 되었다.

## 황도교육의 추진
1938년 5월 26일, 제1차 고노에 내각에서 문부대신으로 발탁되어 "황도교육"(皇道敎育)의 강화를 주창하였다. "국민정신 총동원 위원회"의 위원장도 겸임하여 사상면에서 전시체제의 선전작업을 추진했다. 이때 군부는 학원, 대학에서 사상면의 자유를 억압하였다. 전후의 도쿄 전범재판에서 그는 이 당시의 행위에 대한 전범혐의로 집중적인 추궁을 받았다.

## 전후
전후 A급 전범으로 체포되어 스가모 형무소에 구속되었다. 도쿄 재판에서 자신의 전범혐의를 완강히 부인하였다. 이후 종신형을 선고받고, 복역중 1955년 병으로 가석방되었다. 이후 건강을 회복하여 전국을 돌며 강연활동을 하였다.
1966년 강연 활동을 하던 중 심장병으로 사망하였다. 그가 죽은후 추종자에 의해 추모비가 건립되었다. 비문은 현직 수상인 사토 에이사쿠가 직접 작성하였다.